# Félix Arvers

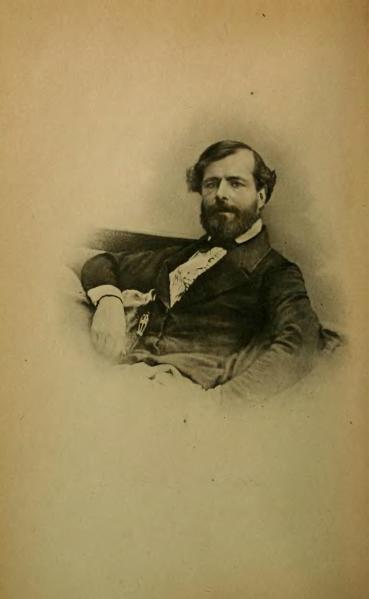
Chân dung Felix Arvers

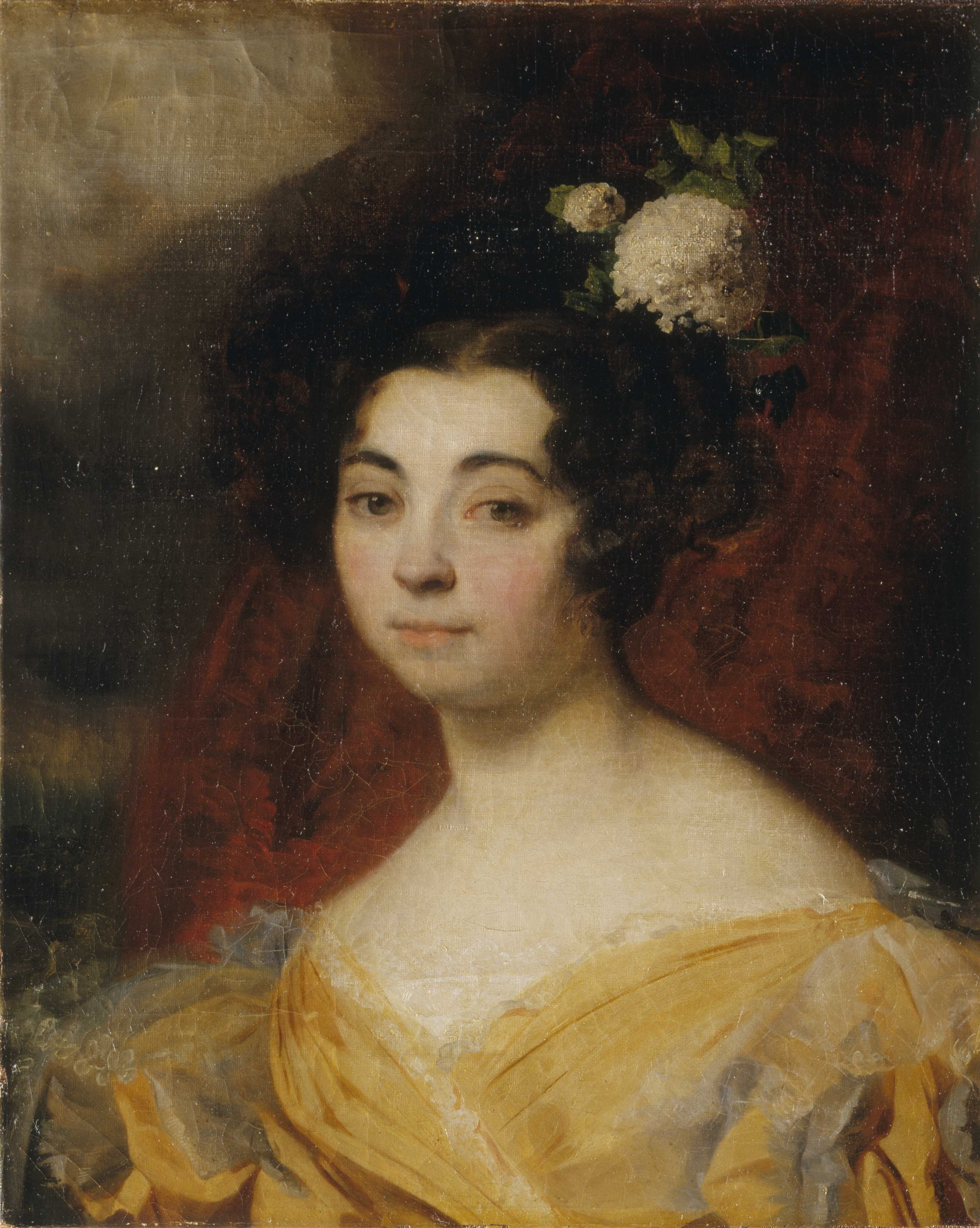
Nàng Marie Nodier

Felix Arvers (23 tháng 7 năm 1806 - 7 tháng 11 năm 1850) là thi sĩ Pháp và kịch tác gia. Ông nổi tiếng với bài Un secret có được Khái Hưng dịch lai.
Sinh ở Paris, Arvers bỏ học luật vào năm 30 tuổi để chú tâm vào kịch trường. Những vở kịch của ông cũng thành công tàm tạm nhưng không vở nào nổi tiếng như bài Un Secret viết tặng Marie Nodier là con của nhà văn Charles Nodier. Bài này thuộc tập thơ Mes heures perdues mà ông viết năm 25 tuổi.
Thương mến nàng Marie đơn phương và không biết làm sao để vơi nổi thống khổ, ông chỉ còn tỏ bày tình cảm của mình trong một bài thơ. Bài này rất bi thiết và rất thành công và phổ biến nhờ đậm chất lãng mạn và tình cảm sâu sắc. Những người trong nhóm văn chương Paris ngâm nga bài này trong nhiều năm và nó trở thành một tác phẩm cổ điển trong thi thơ Pháp sau khi ông chết.
Un Secret là bài duy nhất được biết đến nhiều trong tập thơ Mes heures perdues. Người ta gọi Arvers là Thi sỉ một bài thơ . Người ta còn gọi bài Un Secret là Bài thơ của Arvers.
Mon âme a son secret, ma vie a son mystère
Un amour éternel en un moment conçu:
Le mal est sans espoir, aussi j'ai dû le taire,
Et celle qui l'a fait n'en a jamais rien su.
...
Bản dịch của Khái Hưng:
Lòng ta chôn một khối tình
Tình trong giây phút mà thành thiên thu
Tình tuyệt vọng, nỗi thảm sầu
Mà người gieo thảm như hầu không hay
...